# Élections municipales de 2015 à Madrid
Les élections municipales espagnoles ont eu lieu le 24 mai 2015 à Madrid dans le but d'élire le 10e conseil municipal de la commune de Madrid, composé de 57 sièges. Cette élection a eu lieu simultanément avec les élections régionales dans les 13 communautés autonomes espagnoles et les élections municipales dans toutes les autres localités d'Espagne.

## Résultats
|                          |                                                         |           |       |               |        |               |  |  |  |  |  |  |  |  |
| Parti                    | Parti                                                   | Voix      | %     | +/-           | Sièges | +/-           |  |  |  |  |  |  |  |  |
|                          | Parti populaire (PP)                                    | 564 154   | 34,57 | 15,12         | 21     | 10            |  |  |  |  |  |  |  |  |
|                          | Ahora Madrid                                            | 519 721   | 31,84 | Nv.           | 20     | 20            |  |  |  |  |  |  |  |  |
|                          | Parti socialiste ouvrier espagnol (PSOE)                | 249 286   | 15,27 | 8,66          | 9      | 6             |  |  |  |  |  |  |  |  |
|                          | Ciudadanos (Cs)                                         | 186 487   | 11,43 | 11,24         | 7      | 7             |  |  |  |  |  |  |  |  |
|                          | Union, progrès et démocratie (UPyD)                     | 29 812    | 1,83  | 6,02          | 0      | 5             |  |  |  |  |  |  |  |  |
|                          | Gauche unie (IU)                                        | 27 651    | 1,69  | 9,06          | 0      | 6             |  |  |  |  |  |  |  |  |
|                          | Vox                                                     | 9 867     | 0,60  | Nv.           | 0      | en stagnation |  |  |  |  |  |  |  |  |
|                          | Parti animaliste contre la maltraitance animale (PACMA) | 9 599     | 0,59  | 0,13          | 0      | en stagnation |  |  |  |  |  |  |  |  |
|                          | Les Verts-Groupe vert (LV-GV)                           | 5 409     | 0,33  | Nv.           | 0      | en stagnation |  |  |  |  |  |  |  |  |
|                          | Citoyens libres unis (CILUS)                            | 2 512     | 0,15  | Nv.           | 0      | en stagnation |  |  |  |  |  |  |  |  |
|                          | Phalange espagnole (FE-JONS)                            | 2 089     | 0,13  | en stagnation | 0      | en stagnation |  |  |  |  |  |  |  |  |
|                          | Sièges en blanc (EB)                                    | 1 895     | 0,12  | Nv.           | 0      | en stagnation |  |  |  |  |  |  |  |  |
|                          | Coalition nationale (LCN)                               | 1 259     | 0,08  | Nv.           | 0      | en stagnation |  |  |  |  |  |  |  |  |
|                          | Parti communiste des peuples d'Espagne (PCPE)           | 1 226     | 0,08  | 0,06          | 0      | en stagnation |  |  |  |  |  |  |  |  |
|                          | Parti humaniste (PH)                                    | 1 015     | 0,06  | 0,07          | 0      | en stagnation |  |  |  |  |  |  |  |  |
|                          | Alternative espagnole (AES)                             | 998       | 0,06  | 0,25          | 0      | en stagnation |  |  |  |  |  |  |  |  |
|                          | Parti multiculturel pour la justice sociale (MJS)       | 789       | 0,05  | Nv.           | 0      | en stagnation |  |  |  |  |  |  |  |  |
|                          | Parti libertarien (P-LIB)                               | 617       | 0,04  | Nv.           | 0      | en stagnation |  |  |  |  |  |  |  |  |
|                          | Solidarité et autogestion internationaliste (SAIn)      | 543       | 0,03  | Nv.           | 0      | en stagnation |  |  |  |  |  |  |  |  |
|                          | Parti ouvrier socialiste internationaliste (POSI)       | 528       | 0,03  | 0,04          | 0      | en stagnation |  |  |  |  |  |  |  |  |
|                          | Parti castillan-Terre du peuple (PCAS-TC)               | 490       | 0,03  | 0,03          | 0      | en stagnation |  |  |  |  |  |  |  |  |
|                          | Union pour Leganés (ULEG)                               | 270       | 0,02  | 0,05          | 0      | en stagnation |  |  |  |  |  |  |  |  |
|                          | Vote blanc                                              | 15 825    | 0,97  | 1,87          |        |               |  |  |  |  |  |  |  |  |
|                          |                                                         |           |       |               |        |               |  |  |  |  |  |  |  |  |
| Suffrages exprimés       | Suffrages exprimés                                      | 1 632 042 | 99,27 |               |        |               |  |  |  |  |  |  |  |  |
| Votes nuls               | Votes nuls                                              | 12 051    | 0,73  |               |        |               |  |  |  |  |  |  |  |  |
| Total                    | Total                                                   | 1 644 093 | 100   | -             | 57     | en stagnation |  |  |  |  |  |  |  |  |
| Abstention               | Abstention                                              | 742 027   | 31,10 |               |        |               |  |  |  |  |  |  |  |  |
| Inscrits / participation | Inscrits / participation                                | 2 386 120 | 68,90 |               |        |               |  |  |  |  |  |  |  |  |

## Analyse
Le Parti populaire avait pour tête de liste Esperanza Aguirre, ancienne présidente de la communauté de Madrid (de 2003 à 2012), ancienne présidente du sénat espagnol (de 1999 à 2002) et ancienne ministre de l'Éducation et de la Culture (de 1996 à 1999). Elle est depuis 2004, présidente de la section madrilène du PP. La maire sortante, Ana Botella Serrano, qui avait succédé à Alberto Ruiz-Gallardón en décembre 2011 au début du troisième mandat de ce dernier, avait annoncé son souhait de ne pas se représenter en septembre 2014.
L'élection a été surprenamment serrée entre Aguirre pour le PP et l'ancienne juge Manuela Carmena représentant Ahora Madrid, formation soutenue par Podemos. La chute du vote PP et sa subséquente perte de la majorité absolue permit à Carmena d'accéder au pouvoir grâce à une alliance avec le Parti socialiste ouvrier espagnol (PSOE), aboutissant à la formation du premier gouvernement de gauche à diriger la capitale espagnole depuis 1989. Le PSOE a grandement souffert du vote utile en faveur d'Ahora Madrid après qu'il est apparu au cours de la campagne que le vote de centre gauche se portait sur la coalition de Carmena[réf. nécessaire].
Le nouveau parti libéral, Ciudadanos (Citoyens, en français) entre également pour la première fois au conseil municipal, récoltant des voix de déçus du PP et remplaçant Union, progrès et démocratie comme la principale force locale au centre. Gauche unie (IU) a emporté moins de 5 % des voix et n'obtient ainsi aucun groupe propre au conseil municipal pour la première fois de son histoire. Trois de ses membres sont cependant élus sur la liste Ahora Madrid.

## Formation du conseil
Les élus de la liste Ahora Madrid se partagent les postes de l'équipe de gouvernement. Parmi ces élus, trois sont des indépendants (dont Manuela Carmena et sa première-adjointe, Marta Higueras), sept sont membres de Podemos (dont Rita Maestre, porte-parole), trois sont membres de la Gauche unie, trois sont membres de Ganemos Madrid (en), trois autres sont membres de Madrid-129 et un est membre d'Equo.
Compte-tenu du nombre de sièges au conseil municipal et une majorité absolue fixée à 29, le groupe de Manuela Carmena (20 conseillers) doit composer avec la totalité du groupe du PSOE (9 conseillers) pour gouverner.